# Walerij Krawczenko
Walerij Iwanowicz Krawczenko (ros. Валерий Кравченко, ur. 2 lutego 1939 w Kabodijonie w Tadżyckiej SRR, zm. 3 września 1996 w Czerkasach) – radziecki siatkarz. Dwukrotny medalista olimpijski.
W reprezentacji Związku Radzieckiego grał w latach 1965–1972. Oprócz dwóch medali igrzysk olimpijskich – złota w 1968 i brązu w 1972 – sięgnął brąz mistrzostw świata (1966) i dwukrotnie zostawał mistrzem Europy (1967, 1971). W rozgrywkach klubowych grał w zespole z Ałma-Aty, w 1969 został mistrzem ZSRR. Stawał na niższych stopniach podium mistrzostw Związku Radzieckiego.